# Contadini con bestiame presso una rovina
Contadini con bestiame presso una rovina è un dipinto di Abraham Begeyn. Eseguito nella seconda metà del XVII secolo, è conservato nella National Gallery di Londra.

## Descrizione
Si tratta di una scena campestre ambientata in un capriccio di rovine, come spesso accade nelle opere dell'autore.

## Attribuzione e datazione
Sul blocco di pietra in basso a destra è riportato un monogramma probabilmente riferibile a Nicolaes Berchem; esso è tuttavia con tutta probabilità falso è il dipinto è pacificamente attribuito al Begeyn, il cui percorso creativo è tuttavia troppo poco articolato per permettere una datazione più precisa dell'opera.